# Lutte ouvrière
Pour les articles homonymes, voir LO et Union communiste.
Ne doit pas être confondu avec Force ouvrière ou Lutte ouvrière (Belgique).
Lutte ouvrière (LO) est un parti politique français trotskiste d'extrême gauche. Il s'agit du nom d'usage de l'Union communiste (trotskyste), principale organisation du regroupement international Union communiste internationaliste.
Communiste, révolutionnaire et internationaliste, LO défend les idées du trotskisme en France et met l'accent sur le rôle central de la classe ouvrière.
Arlette Laguiller est la porte-parole du parti pendant 35 ans. Elle est la première femme à se présenter à une élection présidentielle en France, en 1974, et brigue la présidence de la République jusqu’en 2007 — ce qui fait d’elle la détentrice du record de candidatures à ce type de scrutin sous la Ve République. Elle réalise son meilleur score en 2002, arrivant en cinquième position avec 5,72 % des suffrages exprimés.
Les actuels porte-paroles de LO sont Nathalie Arthaud, candidate aux élections présidentielles de 2012, 2017 et 2022, et Jean-Pierre Mercier.

## Historique

### Mouvements antérieurs

#### Premières initiatives de Barta
Lutte ouvrière prend ses origines en la personne de David Korner, plus communément appelé « Barta ». D’origine roumaine, celui-ci commence son activité politique en Roumanie au sein du Parti communiste roumain, au tout début des années 1930. Il part en 1933 étudier à Paris, où il découvre le trotskisme. En 1935, en Roumanie, il fonde une première formation, le Groupe bolchévik-léniniste, avant de partir définitivement de son pays d'origine en 1936 avec trois autres militants roumains : Klara Feigenbaum, alias Irène, Marcoux et la compagne de ce dernier,.
Le projet des quatre militants est initialement de participer à la révolution sociale espagnole de 1936, mais ils s'installent finalement en France car Léon Trotski a de l'espoir quant à l'évolution de la situation politique et sociale dans ce pays. Ils rejoignent le Parti ouvrier internationaliste (POI), qui vient d'être fondé par des trotskistes exclus de la Section française de l'Internationale ouvrière (SFIO). Ils vont ensuite, sur les conseils de Trotski, rejoindre le Parti socialiste ouvrier et paysan (PSOP) de Marceau Pivert, où il existe une tendance défendant des positions internationalistes.
La signature du Pacte germano-soviétique, puis l'entrée en guerre de la France à la suite de l'invasion de la Pologne, font que tous les partis politiques communistes sont officiellement interdits et doivent continuer dans la clandestinité. Déjà indisposé par l’état d’esprit « petit-bourgeois » qui règne dans la IVe Internationale à ce moment où éclate la Seconde Guerre mondiale, Barta se retire du PSOP à la suite d'un désaccord personnel lors d'une réunion du comité central du parti. Avec Irène, il fonde alors un journal, baptisé L'Ouvrier, qui connaît trois numéros et dont la publication est stoppée lorsque Irène est enfermée trois mois à la prison de la Petite Roquette en raison de son militantisme. En détention, Irène rencontre Lucienne, puis, quelques mois plus tard, Barta et Irène font la connaissance de Jacques Ramboz, un militant des Jeunesses communistes, déçu du chauvinisme du Parti communiste.

#### GroupeLutte de classeou groupe Barta
Barta rédige en novembre 1940 un manifeste trotskiste et internationaliste au sujet de la guerre, La Lutte contre la deuxième Guerre impérialiste mondiale. Il y exprime l’intention d’établir « un contact réel et étendu avec la classe ouvrière » et sa volonté de se consacrer à la propagande contre la « guerre impérialiste mondiale ». Ce texte est considéré comme l'élément fondateur de la tendance politique qui naît à la suite de Barta.
Constitué de Barta, Irène, Lucienne et Ramboz, le groupe se renforce avec l’arrivée de Mathieu Bucholz, un camarade de classe de Ramboz au lycée Michelet de Vanves. Bucholz est en contact avec la résistance et aide le groupe à obtenir de faux papiers. Il apporte également d'autres militants, comme son propre petit frère ou d'anciens camarades de classe membres des Jeunesses communistes, à l’instar de Pierre Bois et son frère Jean.
Après la rupture du Pacte germano-soviétique le 22 juin 1941 et l'invasion de l'Union soviétique par les troupes allemandes, le groupe tire à 2 000 exemplaires un tract, titré « Vive l'Armée rouge ! », qui appelle à la mobilisation aux côtés de l'armée soviétique afin de défendre l’héritage de la révolution d'Octobre en URSS face à l'impérialisme, et ce bien que l'URSS soit sous la coupe de la bureaucratie stalinienne,.
Sous l’Occupation, usant de faux papiers pour nombre de ses activités, le groupe démarre la diffusion des premiers numéros de La Lutte de classe en octobre 1942,. On se réfère dorénavant à la petite organisation comme le groupe Lutte de classe, également appelé groupe Barta. En 1944, deux organisations trotskistes, le POI et le Comité communiste internationaliste, négocient pour se réunir au sein du nouveau Parti communiste internationaliste mais le groupe Lutte de classe refuse d'y prendre part.
Quelque temps après la Libération, Mathieu Bucholz est assassiné par des membres du Parti communiste français et des FFI qui l’accusent en façade d’être un nazi, mais lui reprochent surtout ses activités militantes oppositionnelles à la politique du Parti communiste. C'est ce crime qui conduit Robert Barcia alias Hardy, ami de Bucholz, à intégrer le mouvement trotskiste[réf. nécessaire].

#### Militantisme en entreprise et crise
Dans les premières années d'après-guerre, le groupe décide de commencer un travail de militantisme en entreprise, au côté de la classe ouvrière. L'organisation fait en sorte que plusieurs de ses militants soient embauchés chez Renault au sein de l'usine de l'île Seguin. Comptant alors une dizaine de militants, le groupe se fait désormais appeler « Union communiste ».
Le travail d'agitation démarre avec la publication d'un bulletin d'entreprise, La Voix des travailleurs de chez Renault. Finalement, une grève très suivie commence chez Renault en 1947 : l'une de ses principales figures est Pierre Bois, militant du groupe et employé dans l’entreprise depuis 1946. Cette grève est décidée et menée par les ouvriers indépendamment des consignes de la CGT, Bois en devenant le dirigeant pratique et Barta le dirigeant politique. Une attaque de tuberculose empêche Hardy d'y participer. Le mouvement social entraîne une série d'autres grèves en France et la démission du gouvernement Ramadier des ministres appartenant au Parti communiste français.
À la suite de la grève, ne pouvant continuer à militer au sein de la CGT, le groupe organise son propre syndicat, le Syndicat démocratique Renault (SDR),. Bien que cette formation ait de 1947 à 1949 de l'influence au sein de l'usine, des tensions apparaissent : Bois et Barta s’opposent sur l’orientation du groupe et, à la suite d'un conflit au sujet de la rédaction d'un tract du SDR, le groupe se scinde en deux fractions à la fin de l’année 1949,. La lassitude s’empare de la plupart des militants, qui cessent peu à peu toute activité, et la scission entre le groupe constitué autour de Bois et celui de Barta est consommée en 1950, entraînant la disparition du SDR et de l’Union communiste.

### Voix ouvrière

#### Constitution d'une nouvelle organisation
Démissionnaire à l'été 1948, Hardy reparaît en 1950. En compagnie de Pierre Bois, toujours actif chez Renault, et d’Irène, il tente pendant cinq ans de reconstituer un groupe. Des étudiants, sympathisants et militants du PCF et de la SFIO, ainsi que des pionniers du mouvement de jeunesse sioniste de gauche Hashomer Hatzaïr, viennent renforcer les rangs.
En 1954, Pierre Bois est contacté par l’organisation révolutionnaire Socialisme ou Barbarie pour lancer un bulletin d'information ouvrière au sein de l'usine Renault : c'est la naissance de Tribune ouvrière. Rapidement, le groupe décide d'un changement de format avec un bulletin recto-verso comportant un éditorial politique au recto et de courtes brèves sur le quotidien des conditions de travail au sein de l'entreprise au verso. Ce format est alors généralisé à l'ensemble des différentes entreprises où les militants du groupe se trouvent.
La feuille prend le nom de Voix ouvrière en novembre 1956. À ce moment, cette presse militante — diffusée toutes les deux semaines aux portes des entreprises par de jeunes militants extérieurs à celles-ci pour éviter d'attirer l'attention sur les rédacteurs des bulletins qui eux y travaillent — existe dans plus de 20 grands groupes industriels français : en plus de Renault, c’est le cas notamment chez Citroën, la Société des usines Chausson ou la SNCF. À la même période, Barta consent à aider à la rédaction de onze numéros du nouveau La Lutte des classes, avant de couper définitivement contact début 1957, entraînant la fin de la parution de cet organe militant.

#### Développement et extension
C'est le 26 novembre 1956 qu'a lieu l'assemblée générale actant de la création de l'organisation Voix ouvrière, rue Serpente à Paris,.
De 1959 à 1961, des bulletins de Voix ouvrière sont aussi édités par des militants du PCI lambertiste dans leurs entreprises respectives, en collaboration et en accord avec l'organisation,.
À l'occasion des élections législatives de 1962, l'organisation recommande de voter « sans illusion » pour les candidats du PCF afin que la classe ouvrière puisse exprimer « son opposition à la bourgeoisie ».
Le 3 décembre 1962, l'organisation lance un journal bimesuel Voix ouvrière de quatre pages, contenant une sélection des différentes brèves des bulletins Voix ouvrière ainsi que l'édito national. En novembre 1963, la parution devient hebdomadaire et quatre pages d'analyse politique sont ajoutées au journal. En 1967, les militants de l'organisation éditent désormais 80 bulletins d'entreprises. La charge de travail étant plus grande pour Voix ouvrière, il est décidé d'abandonner les locaux situés à Corbeil-Essonnes et place Jacques-Bonsergent (Paris 10e) pour de nouveau locaux rue du Château-Landon (également Paris 10e). Cette période de croissance de l'organisation fait aussi que 27 permanences sont ouvertes dans 21 villes.
Aux élections législatives de 1967, un appel à l’abstention est lancé aux militants et sympathisants.

#### Mai 68 et dissolution
À la suite du meeting de Charléty tenu à l'issue de Mai 68, Hardy constate un engouement pour les idées révolutionnaires aussi bien au sein de la jeunesse étudiante que chez les ouvriers. Il propose alors une union avec les deux autres principaux groupes trotskistes, le Parti communiste internationaliste (PCI) et la Jeunesse communiste révolutionnaire (JCR), dans le but de fonder un parti révolutionnaire commun, mais cette proposition est refusée.
Après Mai 68, comme tous les mouvements se réclamant du trotskisme et d'autres formations d'extrême gauche en France, Voix ouvrière est interdite et dissoute par décret du président de la République, en application de la loi du 10 janvier 1936 sur les groupes de combat et milices privées. Par ailleurs, le responsable de publication du journal, Maurice Schrœdt, est enfermé neuf jours au fort de Vincennes.

### Débuts de Lutte ouvrière

#### En continuité de Voix ouvrière
Malgré la dissolution de Voix ouvrière, le mouvement se reforme une semaine plus tard sous un nouveau nom, Lutte ouvrière (LO). Cette réactivité est due au fait que la direction de l'organisation a toujours envisagé la possibilité d'une dissolution depuis la guerre d'Algérie. Les bulletins dans les entreprises et le journal continuent de paraître sous le nouveau nom. Parallèlement, plusieurs militants rejoignent le Parti socialiste unifié (PSU) pour obtenir une couverture au cas où la répression politique envers Lutte ouvrière reprendrait.
Pour l’élection présidentielle de 1969, la Ligue communiste présente Alain Krivine et refuse aux autres organisations d'extrême gauche de s'associer à sa candidature. Néanmoins, Lutte ouvrière prend la décision de mener une campagne de soutien à Krivine. Celui-ci arrive en septième et dernière position du premier tour avec 1,06 % des suffrages exprimés.
Lutte ouvrière continue sa croissance et organise en 1971 la première « fête de Lutte ouvrière » sur un champ de la commune de Presles, en banlieue parisienne.

#### Premières participations électorales
Après la campagne présidentielle de 1969 d’Alain Krivine, que Lutte ouvrière juge catastrophique, une première participation aux élections législatives est décidée par le parti en 1973. À cette occasion, comme LO se voit offrir du temps de parole à la télévision et à la radio, il est nécessaire de choisir un porte-parole pour représenter médiatiquement l'organisation. Le parti décide alors de choisir une femme. Alors que deux militantes sont initialement pressenties pour cette fonction, c’est finalement Arlette Laguiller, une employée de banque à la tête de la grève alors en cours au Crédit lyonnais, qui est choisie. Présente dans 171 circonscriptions sur 490, Lutte ouvrière obtient une moyenne de 2,29 % des voix dans celles-ci et 0,82 % au niveau national.
L’année suivante, Lutte ouvrière devient le premier groupe politique à présenter une femme à une élection présidentielle avec la candidature d'Arlette Laguiller, qui commence son premier passage télévisé de la campagne en déclarant : « Eh bien oui, je suis une femme et j'ose me présenter comme candidate à la présidence de cette république d'hommes. C’est légal, et pourtant cela choque, cela paraît étrange, même aux hommes de gauche […]. » Avec 2,33 % des voix exprimées, l'organisation considère cette candidature comme un premier succès modeste : Arlette Laguiller arrive ainsi en cinquième position sur douze candidats, devant notamment Alain Krivine (0,37 %),.
À la suite de cette élection, la direction du parti décide de présenter dorénavant systématiquement des candidats aux différentes élections.

#### Installation dans le paysage politique

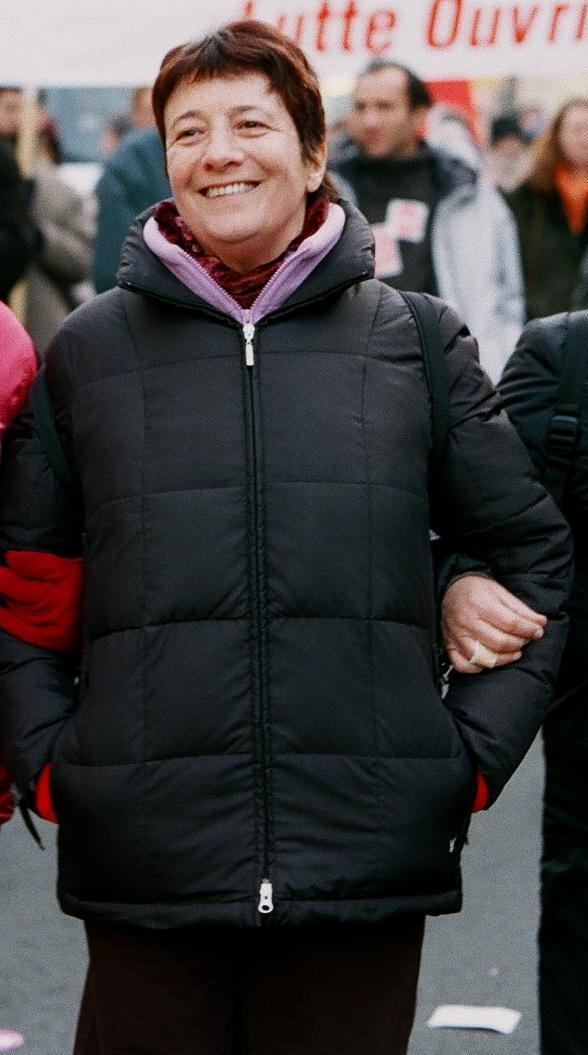
Arlette Laguiller, porte-parole de Lutte ouvrière de 1973 à 2008.

Lutte ouvrière décide de s'investir pleinement lors des élections législatives de 1978 en présentant des candidats dans chacune des 470 circonscriptions de la France métropolitaine, le parti obtenant 1,70 % des suffrages exprimés. Pour les élections européennes de l’année suivante, sur demande de Lutte ouvrière, la Ligue communiste révolutionnaire (LCR) consent à se présenter avec LO au sein de la liste « Pour les États unis socialistes d'Europe », qui réunit 3,08 % des voix,.
Arlette Laguiller est de nouveau la candidate du parti pour les présidentielles de 1981 et 1988, recueillant respectivement 2,30 % et 1,99 % des voix exprimées,.
Lutte ouvrière propose au PCF un accord électoral en vue des législatives de 1988, afin de constituer une plate-forme défendant des mesures communes : augmentation du SMIC, augmentation générale et uniforme des salaires, interdiction des licenciements. L'accord est envisagé de telle manière que des candidats LO seraient présents dans 75 circonscriptions. La demande reste lettre morte et Lutte ouvrière décide de ne présenter aucun candidat, l'organisation considérant l'élection comme « sans enjeux ».
Aux municipales de 1989, Christian Driano, ouvrier chez Peugeot, et Roland Szpirko, ouvrier chez Chausson AP, deviennent les premiers élus Lutte ouvrière. Ils sont élus à Montbéliard et Creil.
Jusqu'en 1995, Lutte ouvrière connaît une forte croissance dans ses effectifs militants et chez ses sympathisants.

### Succès et déclin électoral

#### Élus locaux
Lors du scrutin présidentiel de 1995, Arlette Laguiller dépasse pour la première fois, avec 5,30 %, le seuil de 5 % des suffrages exprimés, qui permet le remboursement des frais de campagne. Avec 1 615 552 voix, Lutte ouvrière gagne un million de voix supplémentaires par rapport à l'élection de 1988. Au soir du premier tour, Arlette Laguiller appelle à la constitution d'un « grand parti des travailleurs ». Cet appel est considéré tantôt comme un ballon d'essai, tantôt comme de la « propagande » : la direction de Lutte ouvrière considère alors que le vote en faveur de sa candidate est surtout la conséquence d'un rejet de la gauche gouvernementale plutôt qu'un vote d'adhésion aux idées centrales défendues par la formation.
Aux élections municipales ayant lieu quelques mois après la présidentielle, Lutte ouvrière présente 52 listes et obtient 2,81 % des voix au niveau national. Trois listes additionnelles sont menées avec le PCF. Lutte ouvrière obtient sept conseillers municipaux, dont Arlette Laguiller aux Lilas,.
À l'instar des élections régionales de 1986 et 1992, LO s'associe à la LCR dans quelques circonscriptions lors des élections de 1998. La dynamique électorale de Lutte ouvrière lors de la présidentielle précédente se confirme et les 4,5 % de voix obtenus permettent à l'organisation d'avoir 20 élus dans neuf régions. L'année suivante, l'union avec la LCR est renouvelée à l'occasion des élections européennes. Avec quasiment un million de voix, cinq candidats de la liste sont élus, dont trois de Lutte ouvrière : Arlette Laguiller, Armonia Bordes et Chantal Cauquil.
En 2001, 128 listes sont présentées dans 109 villes à l'occasion des municipales. Recueillant 4,37 % des suffrages, LO obtient 33 élus, dont onze femmes, dans 22 villes différentes, sans fusionner ses listes au second tour avec celles des partis de la gauche plurielle.

#### Élection présidentielle de 2002
En vue de la campagne présidentielle de 2002, les sondages créditent un temps Arlette Laguiller de 10 % d'intentions de vote. Cette dernière se satisfait alors de devancer le candidat du PCF, Robert Hue. Mais, contrairement à 1995, une autre candidature communiste révolutionnaire trotskiste est présente à cette élection, en la personne d'Olivier Besancenot, qui représente la LCR. Arlette Laguiller estime que, comme en 1995, un bon score ne reflétera pas nécessairement la volonté au sein de la population de construire un « grand parti des travailleurs » et que le projet pourrait être envisagé si son score de 1995 est doublé (ce qui équivaut à 3,2 millions de voix en sa faveur).
Au cours de la campagne, une tribune est publiée par Daniel et Gabriel Cohn-Bendit dans Libération, où ils accusent l'organisation d'être une secte,.
Avec 1 630 045 voix et 5,72 % des voix, Arlette Laguiller se classe en cinquième position de l'élection. Elle refuse de donner explicitement une consigne de vote au second tour, qui voit s’affronter Jean-Marie Le Pen et Jacques Chirac. Dans un communiqué, l'organisation refuse aussi de participer à un « front anti-fasciste » et précise ne pas appeler à l'abstention. Ces prises de position sont alors considérées comme « confuses », « ambiguës » ou « alambiquées » par la presse,,.

#### Vote utile et résultats en baisse
L'après 2002 marque la fin de la période d'ascension électorale de Lutte ouvrière, une étude faisant état du fait que 78,5 % des électeurs de LO ou de la LCR voteront dorénavant pour un des partis de la gauche plurielle. Un constat pressenti par Lutte ouvrière à l'occasion de son congrès annuel de décembre 2003, où il est décidé d'une union avec la LCR aux élections régionales de 2004 pour limiter les conséquences du vote utile qui pourrait pousser « un fort courant d'électeurs à voter PS pour donner une gifle [au deuxième gouvernement Raffarin] ». Malgré ces craintes, leur résultat de 4,95 % représente une légère augmentation par rapport au résultat des élections régionales de 1998 (4,83 %). Mais en raison d'une réforme du mode de scrutin, Lutte ouvrière perd tous ses élus dans les conseils régionaux. Quelques mois plus tard, aux élections européennes de 2004, LO perd aussi tous ses élus.
Après une campagne pour le « non » au référendum sur la constitution européenne de 2005, Arlette Laguiller réalise à la présidentielle de 2007 un score (1,34 %) en net déclin comparé à 2002. Ce score peut être analysé comme la conséquence du vote utile ainsi que de la défection d'une partie de l'électorat traditionnel d'Arlette Laguiller vers la candidature d'Olivier Besancenot,.

### Transition

#### Municipales de 2008
La campagne des élections municipales de 2008 est la dernière d'Arlette Laguiller en tant que porte-parole. Lors du congrès annuel de décembre 2007, la majorité décide d'autoriser la participation locale des militants à des listes unitaires avec les anciens partis de la gauche plurielle. Cette stratégie est dénoncée et critiquée par une tendance minoritaire de l'organisation, représentant de 3 à 10 % des membres, la fraction l'Étincelle.
Cette stratégie est expliquée par Alain Krivine, dirigeant de la LCR, et qui souhaitait constituer des listes avec LO, par une volonté de Lutte ouvrière d'avoir « des élus à tout prix ». Quand Georges Kaldy, membre de la direction de Lutte ouvrière, justifie cette décision par « l'offensive générale de Sarkozy contre les travailleurs » et la possibilité d'avoir « des petites marges pour avancer leurs propositions ».
Finalement, dans 70 villes, les militants participent à des listes d'union, principalement conduites par le PCF (38 listes) ou le PS (26 listes). Par ailleurs des listes indépendantes sont présentées dans 118 villes. Au premier tour, Lutte ouvrière obtient 36 élus dont 14 sur des listes indépendantes et 22 sur des listes d'union. Au deuxième tour, 43 candidats sont élus sur des listes d'union. Les militants se retirent entre les deux tours des listes de gauche de Marseille et de Perpignan parce qu'elles ont fusionné avec le Modem.
Le fait que la fraction Étincelle a soutenu des listes de la LCR contre des listes d'union LO-PS, ainsi que l'implication de la fraction dans la constitution du Nouveau Parti anticapitaliste (NPA) entraîne l'exclusion de l'Étincelle du parti.

#### Nouvelle porte-parole

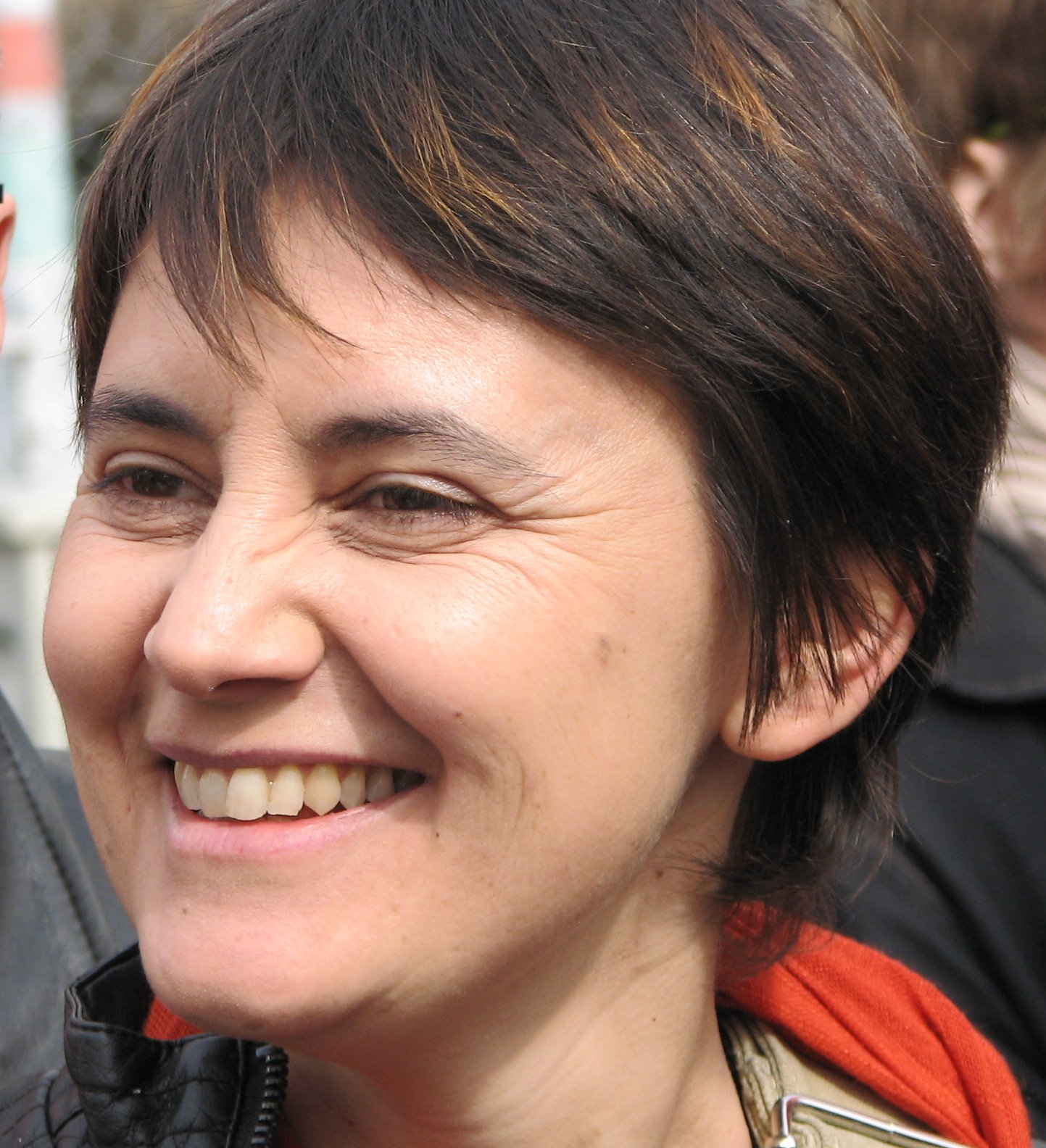
Nathalie Arthaud, porte-parole de Lutte ouvrière depuis 2008.

Au congrès de 2008, Nathalie Arthaud, tout juste élue conseillère aux municipales, devient la nouvelle porte-parole de Lutte ouvrière, en remplacement d'Arlette Laguiller qui garde néanmoins sa place dans la direction de l'organisation,. La première mission de Nathalie Arthaud est de mener la campagne pour les élections européennes de 2009, première campagne électorale du parti sans Arlette Laguiller.
Aux élections régionales de 2010, Lutte ouvrière annonce présenter des listes indépendantes dans toutes les régions, refusant de prendre part au Front de gauche, considéré comme « une nouvelle mouture de l'union de la gauche avec le PS » et qui mènerait in fine, selon LO, à la même politique que celle de la gauche plurielle.

#### De présidentielle en présidentielle
À la présidentielle de 2012, Nathalie Arthaud réalise un score faible (0,56 %), souffrant tout au long de la campagne de la comparaison avec sa prédécesseur selon la presse. Cette élection correspond aussi au début du mouvement social qui agite l'usine PSA d'Aulnay-sous-Bois, où Jean-Pierre Mercier est l'un des négociateurs de la CGT. Une vingtaine de militants Lutte ouvrière présents notamment au sein de la CGT vont participer à l'animation de la contestation. La médiatisation de ce mouvement installe Jean-Pierre Mercier aux devants de Lutte ouvrière dans les années qui suivent.
Après avoir fait 1,17 % aux européennes de 2014 et 1,47 % aux régionales de 2015, la candidature de Nathalie Arthaud à la présidentielle de 2017 est en hausse par rapport à 2012 avec 0,64 %. Alors qu'une étude démontre que jusqu'à deux tiers des électeurs de Nathalie Arthaud ou de Philippe Poutou ont préféré le vote utile en optant pour Jean-Luc Mélenchon à cette élection.
Les deux élections suivantes présentent des scores faibles : 0,7 % aux élections législatives de 2017, puis 0,78 % des suffrages lors des élections européennes de 2019,. Mais à l'occasion des régionales de 2021, la stabilisation du nombre de voix par rapport à 2015, dans un contexte de très forte abstention, est perçue par la direction de LO comme le signe de la persistance d'un courant au sein de la population qui vise « le renversement du pouvoir de la grande bourgeoisie ».
En 2022, Nathalie Arthaud, candidate pour la troisième fois à une élection présidentielle, obtient le même pourcentage qu'en 2012, soit 0,56 %. Pour la première fois de l'histoire du parti dans cette élection, moins de 200 000 voix se sont portées sur leur candidature, ce qui peut s'expliquer par l'effet d'un vote utile très important en direction de la candidature de Jean-Luc Mélenchon parmi l'électorat habituel de Lutte ouvrière. C'est la première fois qu'une candidate LO termine à la dernière position à cette élection. Aux législatives, deux mois plus tard, Lutte ouvrière réalise un score en hausse par rapport aux élections de 2017, avec 229 119 voix et 1,04 % des suffrages.

## Dénomination
« Lutte ouvrière » est le nom d'usage de l'Union communiste (trotskyste). Le nom « Lutte ouvrière », qui vient de l'hebdomadaire édité par l'Union communiste, s'est, par métonymie, généralisé avec l'accord de la direction du parti, qui présente ses candidats aux élections sous cette dénomination. Le nom peut donc être considéré comme commun au parti et à son organe de presse officiel.

## Presse et média

### Lutte ouvrière
Lutte ouvrière est un hebdomadaire politique communiste.
Le journal prend le 26 juin 1968 la succession de Voix ouvrière, fondé en 1962 et disparu, avec la dissolution de l'organisation, le 12 juin 1968.
Il est constitué de seize pages traitant des actualités politiques nationale et internationale, ainsi que des extraits des différents bulletins d'entreprises écrits et distribués chaque semaine par les militants de LO.
Sa devise est : « Prolétaires de tous les pays, unissons-nous ! ».

### Lutte de classe
Lutte de classe, abrégé LDC, est un mensuel politique communiste.
Le premier numéro de La Lutte de classe sort le 15 octobre 1942, sous l'impulsion du groupe constitué autour de Barta puis cesse de paraître après avril 1949. La parution de la revue est ensuite relancée à partir de novembre 1956, avec la participation de Barta, avant de cesser début 1957. Publication relancée depuis novembre 1960, la présentation actuelle ainsi que la numérotation datent de 1993.
Cette revue est considérée comme l'organe théorique de l'organisation.
Il paraît avec une fréquence de huit numéros par an. Chaque année, un numéro spécial est publié avec les textes du congrès annuel de Lutte ouvrière.
De 1995 à sa suspension en février 2008, la Fraction L'Étincelle s'est exprimée par une tribune régulière dans la revue.

### Radio La Bulle
En mai 1981, lors de l'essor des radios libres, LO créé Radio La Bulle sur la fréquence 89,3 MHz. La fréquence émet six heures par jour jusque fin 1981. Le thème musical est le Boléro de Maurice Ravel et le slogan est « Croquez la bulle ! ».

## Principes et activités
Lutte ouvrière considère que tous les problèmes auxquels fait face l'humanité découlent de l’organisation capitaliste de la société et de la course au profit.
L'organisation et ses militants œuvrent à la création d’un parti communiste révolutionnaire. Ce parti, qui serait dirigé par et pour la classe ouvrière, défendrait les intérêts des travailleurs à court terme (licenciements, chômage, salaires, conditions de travail et de logement) et à long terme (inégalités entre hommes et femmes, pollution, guerres, famines). Cette formation permettrait d'aider, dans un contexte révolutionnaire, à combattre et renverser l'« État bourgeois » afin de faire advenir une nouvelle organisation de la société, le communisme.

### Fondements programmatiques
Lutte ouvrière estime que l’écart croissant entre les moyens techniques de plus en plus perfectionnés dont dispose l’humanité et la persistance, voire dans certaines régions l’aggravation, de la misère et des inégalités, rend possible et nécessaire le remplacement de la société capitaliste par une société communiste, c'est-à-dire par la mise en commun et le contrôle démocratique par l’ensemble de la population des capacités de production et d’échange dont dispose l’humanité pour assurer tous ses besoins.
Pour Lutte ouvrière, une société communiste serait bien éloignée de la caricature qu’en ont donnée les pays de l’Est et l’URSS, mais serait au contraire une société plus libre, plus démocratique que le capitalisme actuel, en donnant à l’ensemble de la population des moyens d’agir sur des choix qui seraient pris actuellement dans les conseils d’administration de banques ou de multinationales. Selon LO, les possibilités matérielles pour une telle société existent d’ores et déjà, ce qui n’était pas le cas dans la Russie de 1917.
Lutte ouvrière voit par ailleurs dans la classe ouvrière la seule force sociale qui ait à la fois la force et l’intérêt de prendre en main une telle réorganisation des mécanismes de production et de redistribution des richesses. LO estime qu’une telle transformation de la société ne pourra que résulter d’une confrontation entre « ceux qui n’ont que leur travail à vendre » et ceux qui détiennent les grands moyens de production. C’est pourquoi LO se dit révolutionnaire.
Lutte ouvrière revendique son héritage politique de Karl Marx et Friedrich Engels, qui ont analysé les rouages et contradictions internes du capitalisme naissant (valeur des marchandises, rôle de la classe ouvrière dans le processus de production), de Rosa Luxemburg, de Lénine, qui a conduit la révolution russe de 1917 et de Léon Trotski, qui a analysé les raisons de la dégénérescence de la révolution russe en bureaucratie stalinienne, l'échec des révolutions chinoises (25-27) et espagnole (36) ainsi que l'incapacité du mouvement ouvrier allemand à s'opposer à la montée du nazisme.
Dans la continuité de ces militants, Lutte ouvrière estime qu’il est nécessaire au prolétariat de disposer d’un parti qui défende ses intérêts. C’est ce parti, ouvrier, communiste, révolutionnaire, que LO cherche à construire.
Lutte ouvrière fait également sienne la formule de Marx « les prolétaires n’ont pas de patrie ». Pour Lutte ouvrière, l’internationalisme découle de l’organisation même de la société capitaliste, qui est déjà mondiale et met en relations tous les peuples de la planète. De ce fait, Lutte ouvrière estime qu’un bouleversement de l’ordre social actuel ne pourra être que mondial, et qu’il est de ce fait nécessaire aux militants qui travaillent à ce bouleversement de créer une nouvelle Internationale. Pour LO, aucun des regroupements internationaux existants ne peut prétendre à un tel titre, n’ayant ni le crédit, ni l’expérience, ni la force militante pour jouer un rôle véritable à l’échelle Internationale.

### Liens internationaux
Lutte ouvrière est membre de l'Union communiste internationaliste (UCI), dont sont membres plusieurs groupes et partis politiques dans le monde.
Lutte ouvrière se réclame du trotskisme, qui est à ses yeux le seul courant communiste révolutionnaire à avoir toujours combattu le stalinisme, et à exister à l'échelle internationale. Cependant, contrairement à la plupart des autres groupes trotskistes, Lutte ouvrière estime qu'aucune des organisations internationales qui se nomment elles-mêmes Quatrième Internationale ne constitue une véritable internationale. De même que Lutte ouvrière milite en France pour la création d'un parti ouvrier communiste révolutionnaire, elle milite pour la construction d'une véritable internationale.

### Propositions
Dans les élections, Lutte ouvrière défend les revendications dont elle estime qu’elles pourraient mettre un coup d’arrêt à la dégradation des conditions de vie de toute une partie pauvre de la population.
Elle affirme qu'il faut prendre sur les profits des grandes entreprises pour résoudre les trois problèmes principaux du monde du travail :
- pour lutter contre le chômage, il faut interdire les licenciements et créer des emplois qui manquent dans les hôpitaux, les transports en commun, l'enseignement, le bâtiment, etc. ; il faut aussi répartir le travail entre tous sans perte de salaire, en prenant sur les profits ;
- il faut augmenter les salaires, pensions de retraites à un niveau qui permette de vivre décemment, soit au moins 2000 euros par mois, et les indexer sur l'inflation réelle ;
- il faut que l'État prenne en charge la construction des centaines de milliers de logements qui manquent.

Lors de l’élection présidentielle de 2007, Arlette Laguiller mit l'accent sur la nécessité que la population puisse contrôler les choix économiques des grandes entreprises, insistant sur le fait que « la gestion capitaliste des entreprises, menée dans le secret des conseils d’administration en fonction de la seule rentabilité financière, est non seulement catastrophique pour les travailleurs mais aussi pour toutes les autres couches populaires, et même pour toute la société ».
Lutte ouvrière défend depuis plusieurs années un « plan d'urgence » :
- interdire les licenciements dans les entreprises qui font des profits et imposer le maintien des emplois en défalquant des profits les sommes nécessaires ;
- imposer une augmentation de 300 euros de tous les salaires ;
- mettre fin aux contrats précaires ;
- rétablir l’impôt sur les bénéfices des sociétés à 50 % au moins et augmenter de façon importante l’imposition sur les hauts revenus ;
- arrêter toute subvention, toute aide, au patronat sous quelque prétexte que ce soit, en consacrant l’argent ainsi économisé à embaucher du personnel dans les hôpitaux, dans l’enseignement, dans un grand service public de construction de logements sociaux.

Concernant toutes ces propositions, Lutte ouvrière affirme à chaque élection, dans les professions de foi, ses tracts, son journal, qu'elles ne constituent pas un programme électoral au sens où il suffirait d’élire un représentant pour qu’il soit appliqué, mais que par contre de telles revendications devraient être mises en avant lors d’une mobilisation des travailleurs (« Ces objectifs ne se réaliseront pas par la magie des résultats électoraux ou par des changements de majorité, mais par la lutte collective du monde du travail »).

### Activités politiques
Selon Nathalie Arthaud, « être révolutionnaire ne veut pas dire attendre le grand soir les bras croisés. Être communiste révolutionnaire c’est militer au quotidien dans la classe ouvrière. C’est intervenir dans ses luttes des plus petites aux plus grandes pour que les travailleurs découvrent leurs capacités collectives. Mais c’est aussi y défendre des idées et des perspectives quand il ne s’y passe rien. C’est chaque jour poser une pierre à l’édifice du parti. »
Tournés principalement en direction des travailleurs et de la classe ouvrière, les militants de Lutte ouvrière cherchent donc à y mener un « travail de recrutement, de propagande et d’agitation révolutionnaire ».

#### Activité dans les entreprises
La principale activité de Lutte ouvrière consiste en l’organisation des travailleurs dans les entreprises. Cette implication se fait notamment au travers du militantisme au sein des syndicats.
Apparus en 1956 du temps de Voix ouvrière, les bulletins d'entreprises sont le principe d'action le plus notable de Lutte ouvrière sur les lieux de travail. Ils sont constitués d'un édito national et au verso de brèves sur les conditions de travail au sein de l'entreprise, écrites par le groupe local d'entreprise. Avec ces bulletins, les militants cherchent à faire vivre la lutte de classe en parlant des « méfaits et de l'exploitation » auxquels sont confrontés les travailleurs,. Prenant une position proche de la base, il y est souvent fait état des conflits avec la maîtrise, les cadres et les managers. La ligne des bulletins contredit généralement la stratégie des organisations syndicales, comme celle de la CGT. Ces bulletins sont distribués toutes les deux semaines aux portes des entreprises où l'organisation est présente, traditionnellement par de jeunes militants.
En 2020, environ 500 000 travailleurs peuvent lire tous les 15 jours cette presse d’entreprise[réf. souhaitée].

#### Autres activités politiques
Lutte ouvrière entend également être présente « là où habitent les travailleurs, dans leurs quartiers, dans leurs communes », en diffusant sa presse et discutant avec eux,,.
Lutte ouvrière soutient également de nombreux combats particuliers comme celui des « sans-papiers », d'associations comme Droit au logement, les mouvements féministes et de défense du droit à l’interruption volontaire de grossesse (IVG).
Concernant les discriminations à l'égard des homosexuels, Arlette Laguiller déclara en 2007 que « le refus de ce type de discriminations nous semble aller de soi pour des militants qui défendent des idées communistes » ». Toutefois, en 1975, l'organisation affirma dans sa presse : « Nous pensons que c’est la société bourgeoise qui engendre l’égoïsme, l’individualisme et finalement le mépris pour les autres et les préjugés sociaux, dont le mépris envers les homosexuels fait partie. C’est à ce titre que nous combattons ce préjugé, comme nous combattons tous les autres. Mais il y a une distance entre cette lutte sans réserve contre les préjugés et le fait de parer l’homosexualité de vertus révolutionnaires, comme l’ont fait un certain nombre de « gauchistes », et d’y voir le fin du fin de la lutte contre la morale bourgeoise, en décrétant que l’homosexualité est tout aussi « normale » que l’hétérosexualité et que qui prétend le contraire est un arriéré plein de préjugés. Cela revient à idéaliser ce qui n’est, en très grande partie, qu’un des nombreux comportements aberrants engendrés par la société bourgeoise ». Lutte ouvrière a aussi critiqué le Front homosexuel d'action révolutionnaire (1971-1974), considérant que ses publications sont « à la hauteur des graffitis de pissotière », reflétant l'« individualisme petit-bourgeois ». Mais, depuis, LO prend systématiquement position pour défendre les libertés et les choix sexuels de chacun, dénonçant au contraire « L'homosexualité considérée comme vice bourgeois » qui était la doctrine des partis staliniens.
Dans l'émission Mots croisés d'Arlette Chabot diffusée le 10 février 2003, Hardy déclarait : « Bien sûr, je suis favorable au Pacs. Je suis contre le mariage, mais les gens qui veulent se marier, je suis... Au contraire, il y a des gens qu'on empêche de se marier sous prétexte qu'ils n'ont pas les pratiques sexuelles de tout un chacun et de nos députés. Et bien je suis pour qu'ils aient ce droit ! »
Lutte ouvrière réclame la libération de Georges Ibrahim Abdallah, détenu en France depuis 1984.

#### Participation aux élections
Dans la tradition du mouvement communiste international, Lutte ouvrière participe aux élections dans la mesure de ses forces. À cette occasion, elle cherche à faire de la propagande pour ses idées, et notamment pour des mesures immédiates de défense des intérêts des travailleurs (voir les propositions ci-dessus). Elle cherche de plus à mesurer par-là son influence, et à estimer le moral et la combativité des travailleurs. Quand LO dispose d'élus (conseillers municipaux, conseillers régionaux, députés européens), son principe affiché est de soutenir les mesures qui lui semblent aller dans le sens des intérêts des travailleurs, et de voter contre celles qui dégradent leurs conditions de vie. Des comptes rendus des votes des élus sont par ailleurs rendus publics sur le site Internet de LO.

### Fêtes et conférences

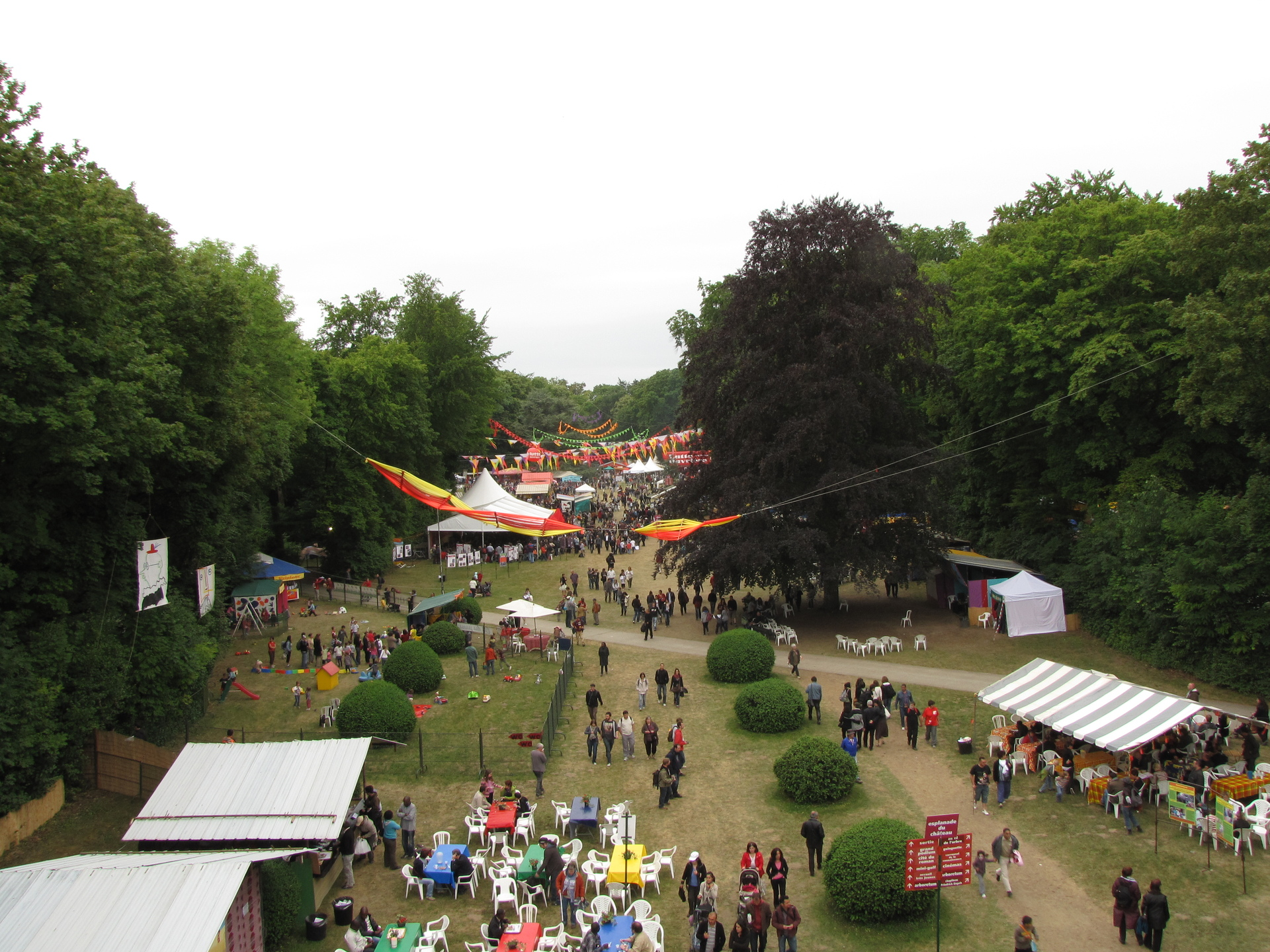
Vue de la fête de Lutte ouvrière en 2011 depuis la Grande Roue.

#### Fête de Lutte ouvrière
Lutte ouvrière organise également annuellement différentes fêtes politiques locales, dont la fête principale au niveau national est la fête de Lutte ouvrière, organisée tous les ans lors du week-end de la Pentecôte à Presles, une petite ville du Val-d'Oise située à 30 km au nord de Paris. Cette grande fête rassemble de 20 000 à 30 000 personnes dans le grand parc boisé de plusieurs hectares du château de Bellevue.
Dans les fêtes locales mais aussi pour la fête nationale, une grande place est faite à la culture, à la littérature et à la science. Des  écrivains, intellectuels ou scientifiques viennent partager leurs connaissances avec les militants et sympathisants à l'occasion de conférences et d'interventions.
Lutte ouvrière accueille de nombreuses organisations d'extrême-gauche à ses fêtes et particulièrement lors de la fête nationale. Lors de cette fête, les groupes politiques venus de France, d'Europe, d'Afrique ou des États-Unis peuvent présenter et confronter leurs idées, et animer des débats dans un stand. Le stand le plus important revenant généralement à la Ligue communiste révolutionnaire puis au Nouveau Parti anticapitaliste.

#### Cercle Léon Trotsky
Par ailleurs, Lutte ouvrière organise plusieurs fois par an des conférences sur des sujets de politique générale, d'actualité ou d'histoire. Ces conférences du cercle Léon Trotsky (CLT) ont lieu à la Maison de la Mutualité et rassemblent environ un millier de personnes. Elles sont ensuite éditées sous forme de brochures, vendues par l'organisation et ses militants.

## Scissions de Lutte ouvrière
Durant les années 1970, Lutte ouvrière connaît des ruptures d'importances variables. Une première rupture est celle, en 1973, d'un militant parisien, « Bérard », qui signera la brochure « Rupture avec Lutte ouvrière et le trotskisme » (en réalité rédigée par le groupe Révolution internationale qu'il avait rejoint après sa sortie de LO[réf. nécessaire]). Cette brochure influence d'autres militants, comme ceux qui publient peu de temps après le texte « Pour que les travailleurs ne votent plus à gauche et ne se fassent plus massacrer, six militants quittent Lutte ouvrière ».

### Union ouvrière
En 1974, une tendance oppositionnelle se constitue dans Lutte ouvrière, en particulier sur Bordeaux et Angoulême, à partir de la critique de la caractérisation de l'État soviétique comme « État ouvrier », considérant qu’il s’agissait en réalité d’un capitalisme d'État. Cette tendance publie plusieurs textes sur la nature du capitalisme, sur l'impérialisme, sur la Chine, fortement influencés par la lecture des « Grundrisse » (Fondements de la critique de l'économie politique), texte de Marx qui ne réduit pas le capitalisme à un système fondé uniquement sur la propriété privée. Cela conduit à un dialogue de sourds entre la majorité (qui demande à la minorité de dévoiler quelles sont les « conséquences pratiques » de ses positions) et la minorité (qui veut approfondir ses réflexions théoriques et refuse de fournir un contre-programme immédiat). Cela aboutit, le 10 octobre 1974, à la diffusion au sein de l'organisation d'un texte intitulé « Table rase de la confusion ». À la suite de cette diffusion, la section de Lutte ouvrière de Bordeaux est dissoute le 3 novembre, et les oppositionnels se constituent en fraction indépendante qui publiera à partir de décembre 1974 le journal « Union ouvrière, pour l'abolition de l'esclavage salarié ». L'Union ouvrière évolue ensuite vers des positions « ultragauches ». Union ouvrière disparaîtra en 1977, les militants se tournant vers le courant de l’autonomie ouvrière, certains créant le groupe Combat Pour l’Autonomie Ouvrière.

### Combat communiste
Parallèlement, en novembre 1974, quatre sympathisants parisiens de l'opposition « capitaliste d'État » (dont un avait été exclu quelques mois auparavant pour avoir pris contact avec la maison d'édition du futur SWP britannique afin de traduire le livre de Tony Cliff, Le capitalisme d'État en Russie) se rendirent à Bordeaux mais ne purent rencontrer que deux « dirigeants » de la toute nouvelle Union ouvrière, ceux-ci se refusant non seulement à leur présenter les autres membres de leur tendance, mais surtout à indiquer sur quelles bases politiques précises ils comptaient constituer un nouveau groupe.
Contraints de créer une nouvelle « organisation » et un nouveau journal, les quatre fondateurs de CC recrutèrent progressivement une vingtaine de militants à Paris, Bordeaux et quelques autres villes, constituant le groupe Combat communiste qui publiera le journal mensuel du même nom. Combat communiste nouera des liens avec plusieurs organisations révolutionnaires étrangères, contribuera à la formation d'un groupe minuscule, l'OCRIA (Organisation des communistes révolutionnaires internationalistes d'Algérie), et publiera une demi-douzaine de bulletins d'entreprise, avant de disparaître en 1990. Il fut reproché à Combat communiste par les groupuscules « ultragauches » de l'époque d'être un « mini Lutte ouvrière » reproduisant les mêmes méthodes d'organisation (cellules d'entreprises, cercles sympathisants, bulletins d'entreprises, stages et cours de formation, adhésion au léninisme, etc.) et aussi les mêmes idées — à part sur la question de l'URSS. À sa décharge, on peut dire que le groupe tenta notamment une critique plus radicale de la fonction des syndicats et du stalinisme que LO ; qu'il essaya de donner une formation politique beaucoup moins dogmatique ; et qu'il essaya aussi dans sa presse et ses bulletins d'entreprise (du moins les premières années) de réintroduire la propagande socialiste de façon plus systématique et vivante. À la disparition du groupe, ou au fil des années précédant sa disparition, certains de ses militants rejoindront Lutte ouvrière, d'autres la LCR et d'autres mouvements communistes.

### Fraction l'Étincelle
De 1996 à 2008, Lutte ouvrière comprend une petite fraction, nommée L’Étincelle. Cette fraction est née d'un désaccord sur l'évolution de l'ex-URSS à partir de 1989. D'autres désaccords sont apparus ensuite, notamment une critique des relations entretenues par la majorité avec les autres organisations de gauche et d'analyse des émeutes de 2005 dans les banlieues françaises. Elle obtient environ 3 % des voix lors du congrès annuel de l'organisation[Quand ?].
En 2008, la fraction conteste certains accords locaux entre Lutte ouvrière et le Parti socialiste. Elle élabore sa propre liste, à Wattrelos, dans le Nord, alors même que LO y constitue la sienne. Cet acte entraîne la suspension de l'ensemble de la fraction. S'ajoute aux griefs contre la fraction L'Étincelle sa participation au lancement du NPA aux côtés de la LCR. Réunis en conférence nationale le 21 septembre 2008, les militants de LO votent une motion entérinant « la fin de toute relation entre Lutte ouvrière et le groupe nommé jusqu’à présent Fraction Lutte ouvrière - L’Étincelle ».

## Accusations de sectarisme
Comme certaines autres organisations d'extrême gauche, Lutte ouvrière est parfois accusée de sectarisme, c'est-à-dire de ne pas se tourner suffisamment vers les autres courants aux idées proches et de fonctionner repliée sur elle-même. Les accusations se portent également sur le fonctionnement même de Lutte ouvrière, extrêmement centralisé, occulte, imposant le secret des membres et l'usage des pseudonymes,,.

### Externes
Plusieurs personnalités ont critiqué le mouvement dans la presse.
Daniel Cohn-Bendit, Gabriel Cohn-Bendit et Libération dans un article. Ils y affirment : « si quelqu'un se présentait et qu'on soupçonne derrière cette candidature les Témoins de Jéhovah ou l'Église de Scientologie, toute la presse écrite en parlerait. Par contre, presque rien sur l'Union communiste. Rien sur ses méthodes ultra clandestines, sur son sectarisme dénoncé par Jacques Morand (alias Illy, un des principaux responsables de ce parti avant d'en devenir l'opposant numéro 1), rien sur le gourou Hardy qui parle pendant des heures lors des congrès dans un silence religieux. » Cet article entraîne un procès en diffamation. Gabriel Cohn-Bendit, d'abord relaxé puis condamné en appel le 6 octobre 2005, non pour avoir affirmé que Lutte ouvrière serait une « secte dirigée […] par un gourou » (s'agissant plutôt d'une « insulte » politique, le droit français, très libéral sur le sujet, ne l'assimile pas à une « diffamation ») mais pour avoir affirmé que l'organisation obtenait un financement illégal d'entreprises.
D'autres articles suscitent la controverse comme ceux de Gérard Streiff (qui avait affirmé que « cette secte » tenait un « double discours ») et le journal L'Humanité, qui est relaxé lors d'un procès en diffamation ou « Contre le sectarisme de l'extrême gauche », article écrit par La Riposte, composée de militants se revendiquant trotskistes au sein du PCF.

### Internes
Formulent aussi des critiques sur le sectarisme de Lutte ouvrière :
- d'anciens militants de Lutte ouvrière exclus et ayant formé le courant Voix des travailleurs, qui est ensuite entré à la Ligue communiste révolutionnaire. Ils écrivent dans une brochure consacrée à expliquer leur exclusion : « Les militants à l'origine de notre tendance ont été exclus de Lutte ouvrière en mars 1997 pour avoir formulé la critique du cours sectaire de sa direction, son repli sur elle-même. »
- Bernard Seytre, un ancien militant de LO[89] ; selon L'Express, « Bernard Seytre confirme la discipline de fer qui rythme la vie de l'organisation trotskiste, dont les cadres n'ont pas le droit d'avoir d'enfant, sous peine d'exclusion. »[90]. L'évocation de ces critiques amène Arlette Laguiller à fondre en larmes le 8 février 2002, sur RTL. Dans l'émission Ne le répétez pas, en larmes elle interpelle le présentateur : « Ce que vous avez fait n’est pas honnête ! ». Plus tard elle s'expliquera[91]: « J'avais été invitée à une émission pour parler de mon livre et je me suis retrouvée devant un procureur qui faisait témoigner un intervenant (Bernard Seytre) refusant de dire son nom à l'antenne pour des raisons liées à son travail, alors que le journaliste (Emmanuel Chain) faisait mine de ne pas comprendre que nous protégions nos camarades par des pseudonymes (pour les mêmes raisons). »

### Réponses à ces accusations
Christophe Bourseiller, journaliste spécialiste des mouvements, organisations et partis d'extrême gauche, nie l'aspect sectaire et parle d'un mouvement politique.
Selon l'ethnologue Maurice Duval, « dire que ce mouvement de la gauche radicale est « une secte », ce n'est pas argumenter légitimement contre ses idées, mais c'est suggérer qu'il est malfaisant, malsain et que sa disparition serait souhaitable ». Pour lui, la qualification des groupes contestataires radicaux de « sectes » est un support de l'idéologie néolibérale, et il souligne que « le procédé qui consiste à utiliser le discours sur les « sectes » pour créer de la peur et du consensus est très français ».
Le principal dirigeant de Lutte ouvrière, Robert Barcia, alias Hardy, a publié un livre d'entretiens : La Véritable Histoire de Lutte ouvrière, qui contient des réponses à ces accusations, qu'il déclare sans preuves et mensongères. Il affirme : « Nous ne lavons pas le cerveau de nos adhérents, nous ne les faisons pas rompre avec leur famille, nous ne nous approprions pas leurs biens, s'ils en ont. Chacun d'eux peut nous quitter quand il le veut sans qu'aucune pression ne s’exerce sur lui avant ou après. Nous ne vivons pas en collectivité. Nous n'avons pas inventé une religion à nous, plus ou moins ésotérique ou mystique. […] Le siège de Voix ouvrière et de Lutte ouvrière n'a jamais été secret. […]  Nous sommes parfaitement légaux. Par exemple nos finances sont contrôlées chaque année par l'administration, qui publie notre bilan, comme celui de toutes les organisations politiques, au Journal officiel. » Il justifie que la pratique du pseudonyme est plutôt courante « […] comme nombre de militants trotskistes ou anarchistes, et aussi comme beaucoup d'acteurs, d'écrivains, ou encore de journalistes. »

## Résultats électoraux

### Élections présidentielles
| Année | Candidate         | 1er tour | 1er tour  | Rang         |
| Année | Candidate         | %        | Voix      | Rang         |
| ----- | ----------------- | -------- | --------- | ------------ |
| 1974  | Arlette Laguiller | 2,33     | 601 519   | 5e (sur 12)  |
| 1981  | Arlette Laguiller | 2,30     | 668 057   | 6e (sur 10)  |
| 1988  | Arlette Laguiller | 1,99     | 606 017   | 8e (sur 9)   |
| 1995  | Arlette Laguiller | 5,30     | 1 615 552 | 6e (sur 9)   |
| 2002  | Arlette Laguiller | 5,72     | 1 630 045 | 5e (sur 16)  |
| 2007  | Arlette Laguiller | 1,33     | 487 857   | 9e (sur 12)  |
| 2012  | Nathalie Arthaud  | 0,56     | 202 561   | 9e (sur 10)  |
| 2017  | Nathalie Arthaud  | 0,64     | 232 384   | 10e (sur 11) |
| 2022  | Nathalie Arthaud  | 0,56     | 197 094   | 12e (sur 12) |

### Élections législatives
| Année | 1er tour       | 1er tour       | Sièges         |
| Année | Voix           | %              | Sièges         |
| ----- | -------------- | -------------- | -------------- |
| 1973  | 194 889        | 2,29           | 0 / 490        |
| 1978  | 474 378        | 1,70           | 0 / 491        |
| 1981  | 99 185         | 1,11           | 0 / 491        |
| 1986  | 173 759        | 0,63           | 0 / 577        |
| 1988  | Aucun candidat | Aucun candidat | Aucun candidat |
| 1993  | 227 900        | 2,15           | 0 / 577        |
| 1997  | 421 877        | 3,86           | 0 / 577        |
| 2002  | 301 984        | 1,20           | 0 / 577        |
| 2007  | 218 264        | 0,86           | 0 / 577        |
| 2012  | 126 522        | 0,51           | 0 / 577        |
| 2017  | 159 470        | 0,72           | 0 / 577        |
| 2022  | 229 844        | 1,01           | 0 / 577        |
| 2024  | 349 047a       | 1,09           | 0 / 577        |

a Le parti a peut-être obtenu en réalité une ou deux voix de moins, le score exact est incertain suite aux erreurs de dépouillement dans deux bureaux de vote.

### Élections européennes
| Année | Voix    | %    | Sièges | Rang | Tête de liste nationale | Groupe              |
| ----- | ------- | ---- | ------ | ---- | ----------------------- | ------------------- |
| 1979a | 623 633 | 3,08 | 0 / 81 | 6e   | Arlette Laguiller       | Extra-parlementaire |
| 1984  | 417 702 | 2,07 | 0 / 81 | 7e   | Arlette Laguiller       | Extra-parlementaire |
| 1989  | 258 663 | 1,43 | 0 / 81 | 8e   | Arlette Laguiller       | Extra-parlementaire |
| 1994  | 442 723 | 2,27 | 0 / 87 | 10e  | Arlette Laguiller       | Extra-parlementaire |
| 1999a | 914 680 | 5,18 | 3 / 87 | 9e   | Arlette Laguiller       | GUE/NGL             |
| 2004a | 440 134 | 2,60 | 0 / 74 | 8e   | –                       | Extra-parlementaire |
| 2009  | 205 975 | 1,20 | 0 / 74 | 11e  | –                       | Extra-parlementaire |
| 2014  | 222 491 | 1,17 | 0 / 74 | 10e  | –                       | Extra-parlementaire |
| 2019  | 176 339 | 0,78 | 0 / 79 | 14e  | Nathalie Arthaud        | Extra-parlementaire |
| 2024  | 121 301 | 0,49 | 0 / 81 | 14e  | Nathalie Arthaud        | Extra-parlementaire |

a Liste commune avec la LCR, qui remporte quant à elle deux sièges en 1999.

### Élections régionales
| Année | Voix      | 1er tour | Conseillers | Présidents |
| ----- | --------- | -------- | ----------- | ---------- |
| 1986b | 226 126   | 1,84     | 0 / 1749    | 0 / 26     |
| 1992b | 215 162   | 1,84     | 0 / 1749    | 0 / 26     |
| 1998b | 782 727   | 4,50     | 20 / 1749   | 0 / 26     |
| 2004b | 1 077 824 | 4,58     | 0 / 1749    | 0 / 26     |
| 2010  | 206 314   | 1,09     | 0 / 1749    | 0 / 26     |
| 2015  | 320 054   | 1,47     | 0 / 1722    | 0 / 26     |
| 2021  | 319 912   | 2,16     | 0 / 1722    | 0 / 26     |

b Liste commune avec la LCR.

### Élections départementales
| Année | 1er tour | Conseillers | Présidents |
| ----- | -------- | ----------- | ---------- |
| 2001  | 5,01 %   | 0 / 1997    | 0 / 100    |
| 2004  | 3,44 %   | 0 / 2034    | 0 / 100    |
| 2008  |          | 0 / 2020    | 0 / 100    |
| 2011  |          | 0 / 2026    | 0 / 101    |
| 2015  |          | 0 / 4108    | 0 / 98     |
| 2021  |          | 0 / 4108    | 0 / 98     |

### Élections municipales
| Année | Nombre de listes                     | Voix                           | %                              | Élus                                  |
| ----- | ------------------------------------ | ------------------------------ | ------------------------------ | ------------------------------------- |
| 1977  | 56 listes LO-LCR-OCT                 | 91 668                         | 3,78 %                         | 0                                     |
| 1983  | 80 listes LO-LCR                     | 62 235                         | 2,16 %                         | 0                                     |
| 1989  | 13 listes                            | 8 798                          | 0,03 %                         | 2                                     |
| 1995  | 52 listes                            | 41 059                         | 2,80 %                         | 7                                     |
| 2001  | 128 listes                           | 120 784                        | 4,37 %                         | 33                                    |
| 2008  | 186 listes, dont 69 listes unitaires | 52 008 (hors listes unitaires) | 1,91 % (hors listes unitaires) | 79 (dont 65 sur les listes unitaires) |
| 2014  | 204 listes                           | 71 964                         | 1,88 %                         | 10                                    |
| 2020  | 260 listes                           | 46 118                         | 1,49 %                         | 16                                    |

## Élus et personnalités

### Fondateurs
- Robert Barcia (1929-2009)
- Pierre Bois (1922-2002)

### Porte-parole
- 1973-2008 : Arlette Laguiller
- Depuis 2008 : Nathalie Arthaud
- Depuis 2012 : Jean-Pierre Mercier

### Élus
- Armonia Bordes, députée européenne de 1999 à 2004
- Arlette Laguiller, députée européenne de 1999 à 2004
- Chantal Cauquil, députée européenne de 1999 à 2004

### Autres
- Fabien Engelmann, militant à LO de 2001 à 2008, avant de rejoindre le NPA en 2009 puis le FN en 2010.
- Thierry Jonquet, écrivain ayant raconté son expérience de militant d'extrême gauche dans le livre Rouge c'est la vie.
- Philippe Poutou, militant de LO dans sa jeunesse, avant de rejoindre le NPA.
- Georges Kuzmanovic, militant de LO dans sa jeunesse, avant de rejoindre le Parti de gauche.